# Szláh Karúí
Szláh Karúí (arabul: صلاح القروي); Szúsza, 1951. szeptember 9. –) tunéziai válogatott labdarúgó.

## Pályafutása

### Klubcsapatban
1970 és 1979 között az Étoile du Sahel csapatában játszott, melynek színeiben 1972-ben megnyerte a tunéziai bajnokságot. 

### A válogatottban
1970 és 1979 között 6 alkalommal szerepelt a tunéziai válogatottban és 1 gólt szerzett. Részt vett az 1978-as Afrikai nemzetek kupáján és az 1978-as világbajnokságon, ahol Mexikó elleni csoportmérkőzésen csereként lépett pályára.

## Sikerei, díjai
Étoile du Sahel
- Tunéziai bajnok (1): 1971–72